# بيير أدولف روست
بيير أدولف روست (بالإنجليزية: Pierre Adolphe Rost)‏ هو محامي ودبلوماسي وقاضي وسياسي أمريكي، ولد في 1797، وتوفي في 6 سبتمبر 1868. انتخب عضو مجلس ولاية لويزيانا.